# Kim Chi-gon
Kim Chi-Gon est un footballeur de nationalité sud-coréenne né le 29 juillet 1983 à Pusan. Il mesure 183 cm pour 76 kg.

## Biographie
Chi-gon arrête sa scolarité à sa sortie du lycée pour rejoindre le FC Seoul en 2002, son premier club professionnel.
Il débute tôt sa carrière internationale en prenant part au Championnat du monde U-20 de 2003 aux Émirats arabes unis où la Corée du Sud est éliminée en quarts de finale par le Japon.
Kim Chi-gon connaît sa première sélection avec l’équipe première de Corée du Sud le 2 juin 2004 au cours d’un match amical contre la Turquie.
Toujours en 2004, Kim Chi-gon fait également partie de l’aventure des Jeux olympiques à Athènes avec la sélection olympique sud-coréenne. Il dispute ainsi la première rencontre de la Corée du Sud dans le groupe A face à la Grèce et reçoit un carton rouge juste avant la fin de la première mi-temps alors que son équipe menait 1 à 0. 
Poursuivant sa carrière au FC Seoul, Kim Chi-gon est devenu un élément clé de la défense de son club et profite de la confiance que lui ont accordée ses entraîneurs Lee jang-soo, puis Şenol Güneş.
 
Il a notamment inscrit le deuxième but de sa carrière au cours d’une rencontre de Hauzen Cup contre le Gwangju Sangmu Phoenix en mars 2007.
Fin juin 2007, Kim Chi-gon est sélectionné par Pim Verbeek pour participer à la Coupe d’Asie en Indonésie. Il s’agit du premier grand rendez-vous international avec l’équipe A pour le jeune défenseur. Kim Chi-Gon ne joue toutefois qu'un seul match sur toute la compétition, en entrant en jeu en deuxième mi-temps au cours de la petite finale contre le Japon.

## Palmarès
- En équipe nationale 
  - 3e place à la Coupe d'Asie des nations de football 2007
- En club
  - Finaliste de la Ligue des Champions de l'AFC, 2002  FC Séoul
  - Vainqueur de la Hauzen Cup, 2006  FC Séoul
  - Finaliste de la Hauzen Cup, 2007  FC Séoul